# Salvatore Bocchetti
Salvatore Bocchetti, född 30 november 1986 i Neapel, Italien, är en italiensk fotbollsspelare som sedan 2019 spelar för italienska Hellas Verona. Han har tidigare också representerat Italiens landslag.